# Fermo (isola)
Fermo,
Fermich o Termich (in croato Frmić) è un isolotto della Croazia situato nel mare Adriatico vicino alla costa dalmata settentrionale, a sud-ovest di Santi Filippo e Giacomo. Fa parte dell'arcipelago zaratino. Amministrativamente appartiene al comune di Santi Filippo e Giacomo nella regione zaratina.

## Geografia
Fermo si trova nel canale di Pasman (Pašmanski kanal), a est dell'isola di Pasman e a sud-est di Sant'Andrea alla distanza di 420 m dalla sua punta sud-orientale (rt Glavina). L'isolotto ha un'area di 4477 m², la costa lunga 245 m e l'altezza di 4 m.

### Isole adiacenti
- Piana[4] o Clanaz[6][7] (Planac), isolotto a sud-est, a circa 1,4 km, con una superficie di 0,066 km²[9], la costa lunga 1,01 km[9], alto 16 m[2]; si trova di fronte a Zaravecchia 43°56′18″N 15°25′34″E.
- Zavolta[10], Zavatta[3], Zavata[6][7] o Ciavatolo[5] (Čavatul) scoglio rotondo, di circa 120 m[2] di diametro, ha un'area di 0,013 km²[9], la costa lunga 0,422 km[9] e l'altezza di 11 m[2]; situato 0,95 km a sud 43°56′20″N 15°24′43″E.
- Dosaz Grande[10], Duzaz[7] o Dusaz[3][5] (Veli Dužac), isolotto di circa 560 m[2], alto 8 m[2], con una superficie di 0,09 km²[9] e la costa lunga 1,37 km[9]; situato a sud-ovest, a circa 840 m di distanza 43°56′31″N 15°24′13″E.
- Dosaz Piccolo[10] o Panada[7] (Mali Dužac), scoglio lungo circa 290 m[2], alto 2 m[2], con una superficie di 0,026 km²[9], la costa lunga 0,9 km[9]; situato a ovest-sud-ovest, tra Monton e Dosaz Grande 43°56′40″N 15°23′57″E.
- Monton[10], Muntan[7] o Montan[5] (Muntan), isolotto allungato, misura circa 650 m[2], con una superficie di 0,115 km²[9], la costa lunga 1,51 km[9], alto 10 m[2]; si trova a ovest, a circa 1,3 km 43°57′07″N 15°23′30″E.
- Sant'Andrea (Babac), a nord-ovest.

### Cartografia
- (HR) Mappa topografica della Croazia 1:25000, su preglednik.arkod.hr. URL consultato il 27 febbraio 2017.
- Carta di cabottaggio del mare Adriatico, foglio VII, Milano, Istituto geografico militare, 1822-1824. URL consultato il 27 febbraio 2017 (archiviato dall'url originale il 13 aprile 2013).